# 渡辺徹 (アナウンサー)
渡辺 徹（わたなべ とおる、1971年4月29日 - ）は、広島ホームテレビ（HOME）の社員（報道部員）で同局元アナウンサー。新潟県小千谷市出身。

## 来歴・人物
新潟県立小千谷高等学校、亜細亜大学卒業。1995年にアナウンサーとして広島ホームテレビへ入社。スポーツアナウンサーとして活躍してきたが、2007年1月からメディア開発部へ異動してアナウンス部を離れる井村尚嗣の後を受けて「HOME Jステーション」のキャスターに就任し、2015年3月まで担当した。Jステーション卒業後は、スポーツアナウンサーとして実況の担当を再開していた。
2016年4月からはアナウンス職を離れ、報道部に所属している。

## 過去の出演番組

### テレビ
- HOMEステーションEYE（天気担当）
- げっきんLIVE!
- ファンタジスタ
- カープDON!
- HOME Jステーション（2007年1月 - 2015年3月）メインキャスター
- 勝ちグセ。サンデー「恋すぽ」（2015年4月 - ）
- スーパーベースボール

### 配信
- 参議院広島県選出議員再選挙 開票速報・解説（2021年4月25日、HOME広島ニュース）選挙取材班キャップ